# Juan José Lujambio
Juan José Lujambio fue un periodista radiofónico especializado en estadísticas deportivas, apodado "El maestro".

## Biografía
Nació en Marcos Paz, provincia de Buenos Aires en la República Argentina un 6 de mayo de 1938 y falleció en la ciudad de Buenos Aires, el 1 de julio de 2007 a causa de un paro cardíaco producto de una enfermedad pulmonar severa.
En sus 50 años de profesión, trabajó con casi todas las figuras de la radiofonía argentina: José María Muñoz, Antonio Carrizo, Alfredo Curcu, Joaquín Carballo Serantes, Bernandino Veiga, Ricardo Arias, Víctor Hugo Morales, Roberto Leto y Alejandro Fantino, son solo algunos que contaron con el soporte profesional y humano del gran "Juanjo".
Su primer trabajo en la radiodifusión fue en 1957, cubriendo un partido de fútbol de primera división entre Tigre y Newell's en Radio El Mundo. Su último trabajo fue en Vale 97.5